# Malvasia di Casorzo d'Asti spumante
Il Malvasia di Casorzo d'Asti spumante è un vino DOC la cui produzione è consentita nelle province di Alessandria e Asti.

## Caratteristiche organolettiche
- colore: rosato più o meno intenso
- odore: aroma caratteristico
- sapore: dolce, leggermente aromatico, morbido, caratteristico

## Produzione
Provincia, stagione, volume in ettolitri
- nessun dato disponibile